# Palais ducal de Parme
Le palais ducal de Parme (en italien : Palazzo Ducale di Parma) était un palais de style néoclassique situé sur le côté ouest de la piazzale della Pace, à Parme, en Italie. Résidence des ducs de Parme de sa construction jusqu'en 1866, il devient après l'unité italienne une simple préfecture régionale et prend alors l'appellation de Palazzo del Governo. En 1944, lors de la Seconde Guerre mondiale, le palais est détruit par des raids aériens. Il n'a pas été reconstruit.

## Histoire

Développement du corridor reliant le palais ducal et la Rochetta Viscontea dans le complexe du palazzo della Pilotta.

Le palais ducal n'était à l'origine qu'un ensemble de maisons temporairement utilisées par la cour ducale d'Octave Farnèse. En 1583, ces bâtiments sont reliés par un corridor sur piliers à la Rocchetta Viscontea, un donjon dont on peut voir les traces à côté de la rivière Parma. Au cours des cinquante années suivantes, des bâtiments et des cours supplémentaires sont ajoutés au corridor, initiant la création du complexe connu sous le nom de Palazzo della Pilotta.
Au début du XVIIe siècle, le duc Ranuce Ier (1569-1622) décide de reconstruire l'ensemble des bâtiments pour créer un nouveau palais ducal.
Un siècle plus tard, le duc Ferdinand Ier (1751-1802), considérant son palais trop modeste, et sur les conseils de son premier ministre Guillaume Du Tillot, charge l'architecte français Ennemond Alexandre Petitot de concevoir un nouveau palais,,. Petitot propose un plan grandiose, nécessitant la démolition, en 1766, de nombreux bâtiments entre le Palazzo della Pilotta et l'actuelle strada Garibaldi. Les difficultés financières du duché empêchent cependant l'achèvement de ce projet monumental : seuls les intérieurs du palais sont rénovés, tandis qu'un grand vide demeure au cœur de la ville,.

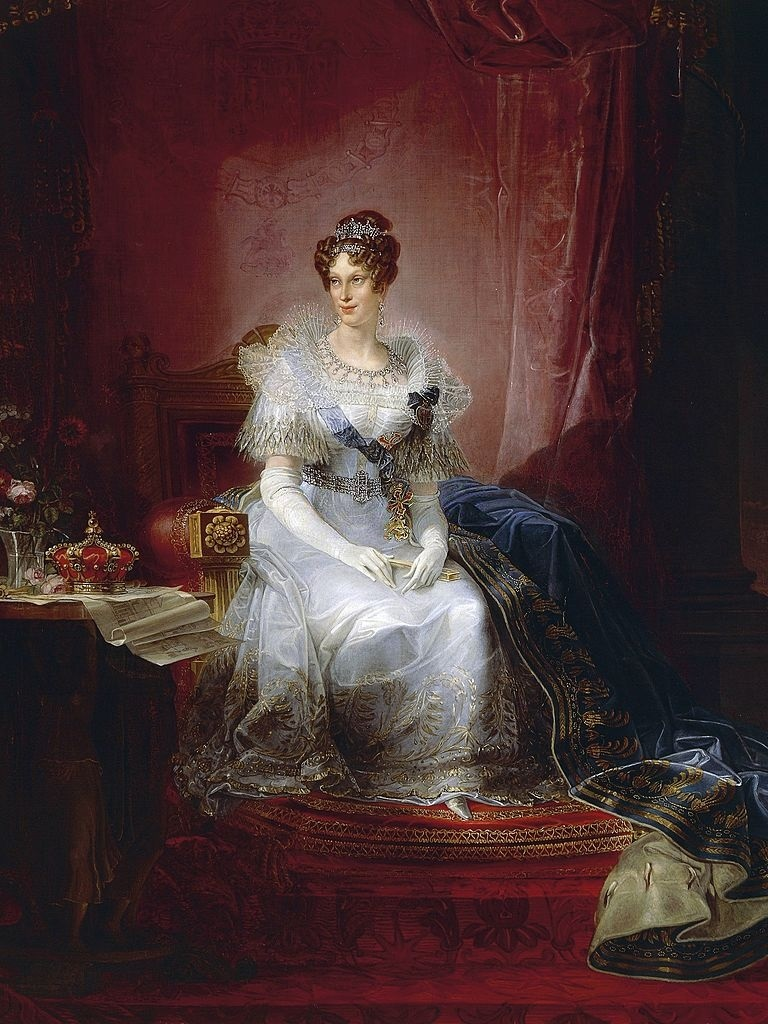
Marie-Louise de Parme, « la bonne duchesse », Borghesi (1839).

En 1833, Marie-Louise d'Autriche (1791-1847), seconde épouse de Napoléon et nouvelle duchesse de Parme depuis le Congrès de Vienne, engage l'architecte Nicola Bettoli pour reconstruire la façade dans un style néoclassique,,, répondant par ses colonnes ioniques à la façade du Palazzo di Riserva, lui-même relié au palais ducal par un corridor. Les travaux sont réalisés entre 1833 et 1834,. Le chantier est également engagé à l'intérieur du palais, dont les réaménagements sont immortalisés par les aquarelles de Giuseppe Naudin,.
Après l'unification italienne, le palais devient le siège de la préfecture régionale, et prend le nom de Palazzo del Governo. La liaison entre le palais ducal et le palazzo di Riserva est démolie au début du XXe siècle.
Gravement touché et endommagé par les raids aériens alliés du 13 mai 1944,,, le palais ducal est démoli immédiatement après la Seconde Guerre mondiale, laissant un trou béant au cœur de Parme. S'il est alors proposé de reconstruire le palais à l'identique, la surintendance régionale des antiquités rejette finalement le projet en 1963. Diverses autres tentatives de reconstruction n'aboutissent pas davantage. L'espace vide de la piazzale della Pace est pendant de longues années occupé par un parking, jusqu'à ce qu'en 1998, l'architecte Mario Botta crée une vaste pelouse à l'emplacement du palais.

## Galerie

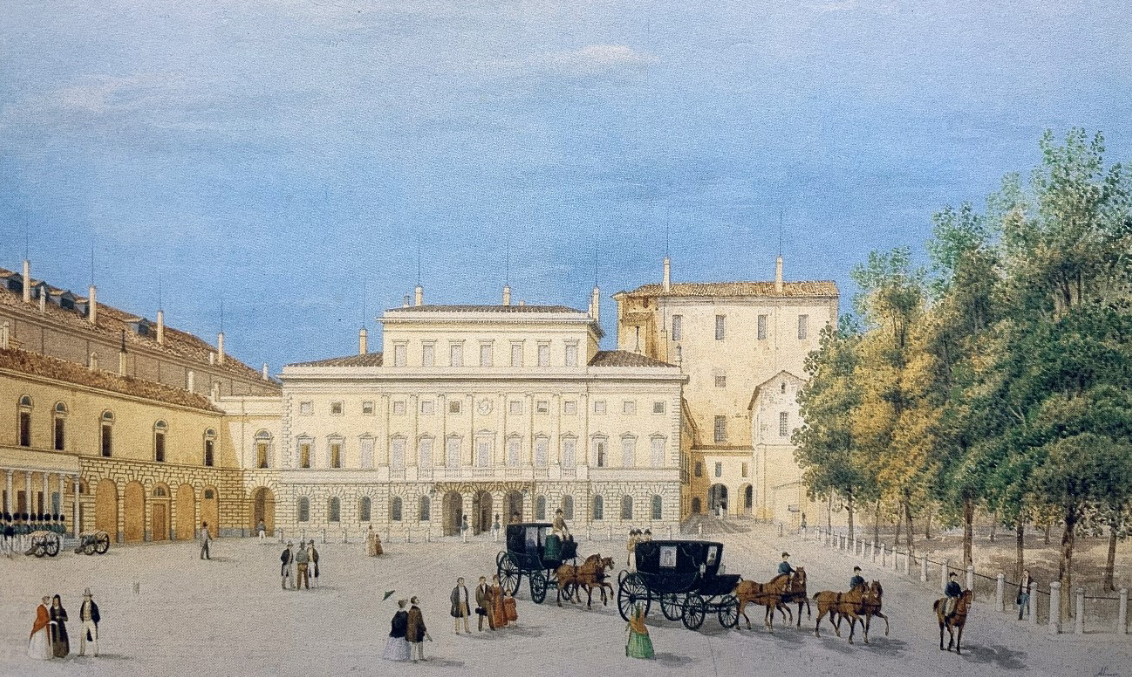
Le palais ducal, par Giuseppe Alinovi (1811-1848) : on distingue le Palazzo della Pilotta au fond et à gauche le corridor reliant le palais ducal au palazzo di Riserva.
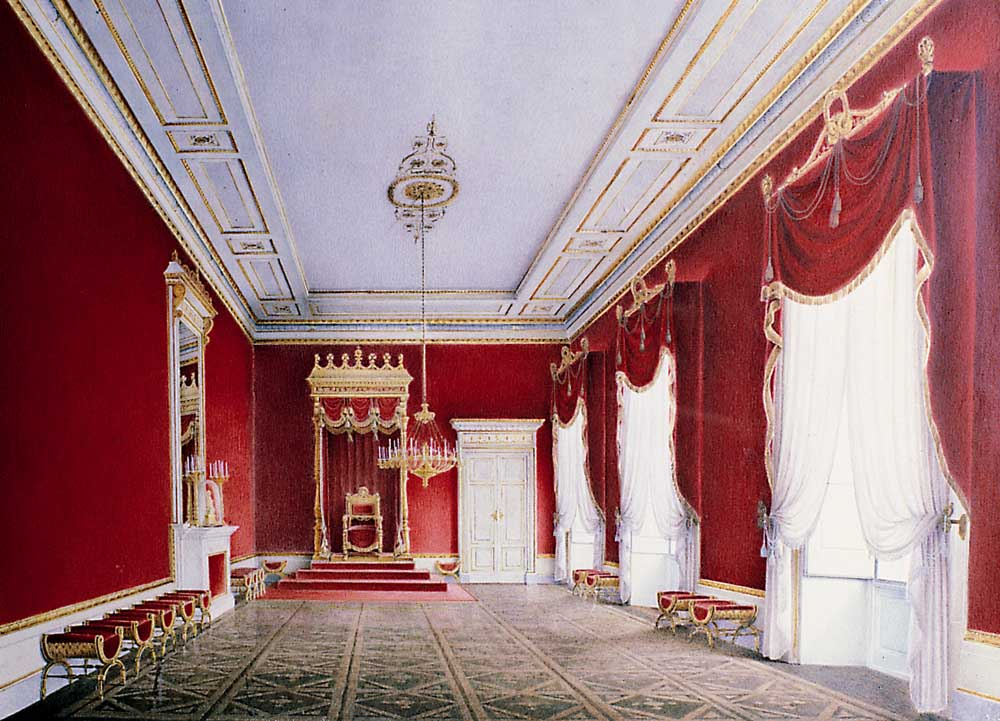
La salle du trône en 1832, par Giuseppe Naudin.
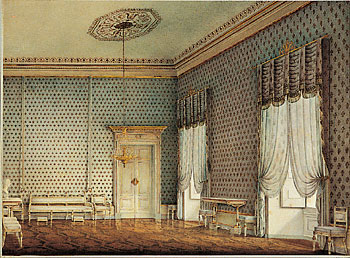
Le salon des princes en 1832, par Giuseppe Naudin.
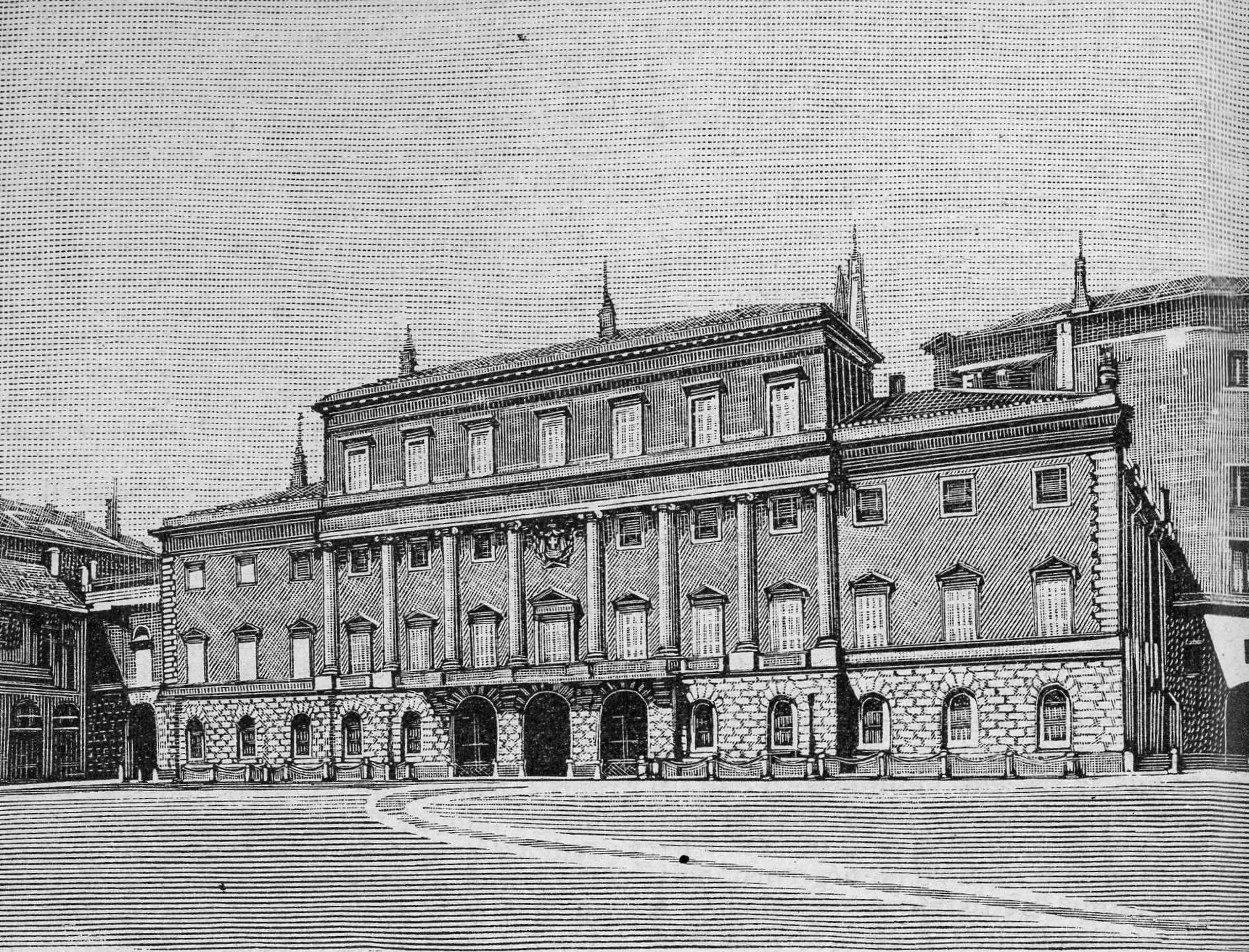
L'ancien palais ducal, vers 1888.